# Circonscriptions écossaises de Westminster
Les circonscriptions écossaises de Westminster étaient des circonscriptions écossaises de la Chambre des communes du Parlement de Grande-Bretagne, normalement au Palais de Westminster, de 1708 à 1801, et ont été des circonscriptions de la Chambre des communes du Parlement du Royaume-Uni, également à Westminster depuis 1801. Les limites des circonscriptions ont changé à plusieurs reprises et sont désormais soumises à des examens périodiques et ad hoc de la Commission des frontières pour l'Écosse.
Depuis 1950, chaque circonscription écossaise est soit une circonscription de burgh soit une circonscription de comté, définie par des frontières géographiques et représentant un siège pour un Membre du Parlement (MP). Plus historiquement [pas clair]  il y a eu des circonscriptions universitaires et des circonscriptions représentant deux ou trois sièges parlementaires.
Les comtés et les burghs du gouvernement local écossais ont été abolis en 1975. Une circonscription de burgh en est désormais une avec un électorat à prédominance urbaine, et une circonscription de comté en est une avec plus qu'un électorat rural symbolique.
Les comtés et les burghs ont été remplacés par des régions et des districts à deux niveaux et des council areas des îles unitaires, et les régions et les districts ont été remplacés par des zones de conseil unitaire en 1996.
L'histoire des limites des circonscriptions peut être divisée en onze périodes distinctes, comme ci-dessous, chacune commençant par la date d'une élection générale lorsqu'un nouvel ensemble de limites a été utilisé pour la première fois.

## 1708 à 1832

Circonscriptions écossaises de Westminster, 1707–1832.

À la suite de l'union de l'Écosse avec l'Angleterre et le Pays de Galles et de la création du Parlement de Grande-Bretagne en 1707, l'Écosse comptait 48 circonscriptions représentant des sièges pour 45 MPs à la Chambre des communes du nouveau parlement de Westminster. Westminster était auparavant le lieu de réunion du Parlement d'Angleterre, qui couvrait à la fois l'Angleterre et le Pays de Galles.
Les circonscriptions écossaises de Westminster ont été utilisées pour la première fois lors des élections générales de 1708. Avant cette élection, l'Écosse était représentée au nouveau parlement par parlementaires des qui avaient été cooptés en tant que commissaires de l'ancien Parlement d'Écosse.
Au Parlement de Grande-Bretagne, l'Écosse comptait 15 circonscriptions de burgh et 33 circonscriptions de comté, chacune représentant un siège pour un MP. Les circonscriptions de comté comprenaient cependant trois paires de circonscriptions alternées, de sorte qu'un seul membre d'une paire était représenté à la fois. Par conséquent, l'Écosse avait plus de circonscriptions que de sièges. À l'exception d'Edinburgh, les circonscriptions des burghs se composaient de district de burghs.
Les limites de 1708 ont été utilisées pour toutes les élections ultérieures du Parlement de Grande-Bretagne.
La création du Parlement du Royaume-Uni en 1801 était une fusion du Parlement d'Irlandeavec le Parlement de Grande-Bretagne. La première élection générale de ce nouveau parlement a été l'élection générale de 1802, et il n'y a eu à ce stade aucun changement dans les limites des circonscriptions préexistantes de Westminster.
Les limites de 1802 ont également été utilisées lors des élections générales de 1806, 1807, 1812, 1818, 1820, 1826, 1830 et 1831.

## 1832 à 1868
Pour les élections générales de 1832, les circonscriptions écossaises de Westminster ont été redéfinies par la Representation of the People (Scotland) Act 1832.
À la suite de la législation, il y avait 21 circonscriptions de burgh et 30 circonscriptions de comté. À l'exception d'Edinburgh et Glasgow, qui étaient des circonscriptions à deux sièges, chaque circonscription écossaise représentait un siège pour un MP. Par conséquent, l'Écosse avait 53 sièges parlementaires.
Les circonscriptions étaient nominalement liées aux comtés et aux burghs, mais les limites à des fins parlementaires n'étaient pas nécessairement celles à d'autres fins. 14 des circonscriptions parlementaires étaient des districts de burghs.
Les limites de 1832 ont également été utilisées lors des élections générales de 1835, 1837, 1841, 1847, 1852, 1857, 1859 et 1865.

## 1868 à 1885
Pour les élections générales de 1868 les circonscriptions écossaises de Westminster ont été redéfinies par la Representation of the People (Scotland) Act 1868. Pour la même élections générales, les frontières en Angleterre ont été redéfinies par la Representation of the People Act 1867 et il y a eu, en fait, un transfert de sept sièges parlementaires de l'Angleterre vers l'Écosse.
À la suite de la législation, l'Écosse comptait 22 circonscriptions de burgh, 32 circonscriptions de comté et deux circonscriptions universitaires. À l'exception d'Edinburgh, Dundee et Glasgow, chaque circonscription écossaise représentait un siège pour un MP. Edinburgh et Dundee représentaient deux sièges chacun et Glasgow trois sièges. L'Écosse avait donc droit à 60 MPs.
Les circonscriptions étaient à nouveau liées nominalement aux comtés et aux burghs mais, encore une fois, les limites à des fins parlementaires n'étaient pas nécessairement celles à d'autres fins.
Les limites de 1868 ont également été utilisées lors des élections générales de 1874 et 1880.

## 1885 à 1918
La Redistribution of Seats Act 1885 a redéfini les limites des circonscriptions anglaises, écossaises et galloises et les nouvelles limites ont été utilisées pour la première fois lors des élections générales de 1885. Les limites des circonscriptions irlandaises n'ont pas été modifiées.
En Écosse, à la suite de la législation, il y avait 32 circonscriptions de burgh, 37 circonscriptions de comté et deux circonscriptions universitaires. À l'exception de Dundee, qui était une circonscription à deux sièges, chaque circonscription écossaise représentait un siège pour un MP. Par conséquent, l'Écosse avait 72 sièges parlementaires.
La législation de 1885 a détaillé les changements de limites mais n'a pas détaillé les limites de toutes les circonscriptions. Pour une image complète des frontières en Écosse, il doit être lu conjointement avec la Representation of the People (Scotland) Act 1832 et la Representation of the People (Scotland) Act 1868.
Comme en vertu des lois de 1832 et 1868, les circonscriptions étaient nominalement liées aux comtés et aux burghs, mais les limites à des fins parlementaires n'étaient pas nécessairement celles à d'autres fins. En outre, les limites à d'autres fins ont été modifiées par la Local Government (Scotland) Act 1889 et par une législation connexe ultérieure.
Les limites de 1885 ont également été utilisées lors des élections générales de 1886, 1892, 1895, 1900, 1906, janvier 1910 et décembre 1910.

## 1918 à 1950
La Representation of the People Act 1918 a redéfini les limites des circonscriptions par rapport aux limites des administrations locales de l'époque, et les nouvelles limites des circonscriptions ont été utilisées pour la première fois lors des élections générales de 1918.
L'Écosse comptait 32 circonscriptions de burgh, 38 circonscriptions de comté et une circonscription universitaire. Une circonscription de burgh, Dundee, représentait des sièges pour deux MPs, et la circonscription universitaire, Combined Scottish Universities, représentait des sièges pour trois MPs. Chacun des autres a élu un MP. Par conséquent, la législation prévoyait des sièges parlementaires pour un total de 74 MPs écossais.
Les limites de 1918 ont également été utilisées lors des élections générales de 1922, 1923, 1924, 1929, 1931, 1935 et 1945.

## 1950 à 1955

Circonscriptions écossaises de Westminster, 1950–1955.

Pour les élections générales de 1950, en vertu de la Representation of the People Act 1948 et House of Commons (Redistribution of Seats) Act 1949, l'Écosse comptait 32 circonscriptions de burgh et 39 circonscriptions de comté, chacune élisant un MP. Par conséquent, l'Écosse avait 71 sièges parlementaires.
Chaque circonscription était entièrement comprise dans un comté ou un groupement de deux comtés, ou était si les villes d'Aberdeen, Dundee, Edinburgh et Glasgow sont considérées comme appartenant, respectivement, au comté d'Aberdeen, au comté d'Angus, au comté de Midlothian et au comté de Lanark.
Pour les élections générales de 1951 il y a eu des changements dans les limites de six circonscriptions écossaises, mais il n'y a eu aucun changement dans les groupements de comtés, dans le nombre total de circonscriptions et de MPs, ou dans les noms des circonscriptions.

## 1955 à 1974

Circonscriptions écossaises de Westminster, 1955–1974.

Les résultats du premier examen périodique sont entrés en vigueur pour les élections générales de 1955.
L'examen a défini 32 circonscriptions de burgh constituencies et 39 circonscriptions de comté, chacune élisant un MP. Par conséquent, l'Écosse avait 71 sièges parlementaires.
Chaque circonscription était entièrement à l'intérieur d'un comté ou d'un groupement de deux ou trois comtés, ou l'était si les villes d'Aberdeen, Dundee, Edinburgh et Glasgow sont considérées comme appartenant, respectivement, au comté d'Aberdeen, au comté d'Angus, au comté de Midlothian et du comté de Lanark.
Les limites de 1955 ont également été utilisées pour les élections générales de 1959.
Il y a eu des changements dans les limites de neuf circonscriptions écossaises pour les élections générales de 1964 mais il n'y a eu aucun changement dans les groupements de comtés, le nombre total de circonscriptions et de MPs, ou les noms des circonscriptions.
Les limites de 1964 ont également été utilisées pour les élections générales de 1966 et 1970.

## 1974 à 1983
Les résultats du deuxième examen périodique, conclu en 1969, et d'un examen intermédiaire ultérieur, conclu en 1972, sont entrés en vigueur pour les élections générales de février 1974.
Les examens ont défini 29 circonscriptions de burgh et 42 circonscriptions de comté, chacune élisant un MP. Par conséquent, l'Écosse avait 71 sièges parlementaires,.
Chaque circonscription était entièrement dans un comté ou un groupe de deux ou trois comtés,.
Les limites de février 1974 ont également été utilisées lors des élections générales d'Octobre 1974 et 1979.

## 1983 à 1997

Circonscriptions écossaises de Westminster, 1983–1997.

Les résultats du troisième examen périodique sont entrés en vigueur pour les élections générales de 1983.
L'examen a défini 30 circonscriptions de burgh et 42 circonscriptions de comté, chacune élisant un MP. Par conséquent, l'Écosse avait 72 sièges parlementaires.
En 1975, les comtés et les burghs écossais avaient été abolis à des fins d'administration locale, en vertu de la Local Government (Scotland) Act 1973, et le troisième examen périodique a pris en compte les nouvelles limites des administrations locales, qui définissaient des régions et des districts à deux niveaux et un council areas d'îles unitaires. Aucune nouvelle circonscription ne chevauchait une frontière régionale et aucune council area insulaire n'était divisée entre deux circonscriptions.
La commission de délimitation était tenue de désigner chaque nouvelle circonscription comme burgh ou comté mais n'avait aucune base prédéterminée sur laquelle le faire. La commission a estimé que chaque circonscription ayant plus qu'un électorat rural symbolique serait une circonscription de comté, et les autres, à prédominance urbaine, seraient des circonscriptions de burgh.
Les limites de 1983 ont également été utilisées lors des 1987 et 1992.

## 1997 à 2005

Circonscriptions écossaises de Westminster, 1997–2005.

Les résultats du quatrième examen périodique de la Commission de délimitation pour l'Écosse sont devenus effectifs, à la suite du Order in Council SI 1995 No 1037 (S.90), for the Élections générales de 1997.
L'examen a défini 28 circonscriptions de burgh et 44 circonscriptions de comté, chacune élisant un MP. Par conséquent, l'Écosse avait 72 sièges parlementaires.
Les circonscriptions ont été définies en référence aux limites des régions et districts de gouvernement local et des areas insulaires à compter du 1er juin 1994, et chaque circonscription se trouvait entièrement dans une région ou un groupement de deux ou entièrement dans une area insulaire ou un groupement de deux. Cependant, en vertu de la Local Government etc (Scotland) Act 1994, les régions et les districts ont été abolis au profit de nouvelles council areas en 1996, l'année précédant la première utilisation des nouvelles circonscriptions lors d'une élection.
Les limites de 1997 ont également été utilisées lors des élections générales de 2001.

## 2005 à 2024

Circonscriptions écossaises de Westminster, 2005-2024

Les résultats du cinquième examen périodique sont entrés en vigueur en Écosse pour les élections générales de 2005.
L'examen a défini 19 circonscriptions de burgh et 40 circonscriptions de comté, chacune élisant un MP. L'Écosse compte donc 59 sièges parlementaires.
Chaque circonscription est entièrement dans un conseil area ou un groupement de deux ou trois areas.

## Modifications proposées
La Commission de délimitation pour l'Écosse a soumis ses propositions finales concernant le sixième examen périodique des circonscriptions de Westminster (l'examen de 2018) en septembre 2018. Bien que les propositions aient été immédiatement déposées devant le Parlement elles n'ont pas été présentées par le Gouvernement pour approbation. En conséquence, ils ne sont pas entrés en vigueur pour la 58e élection générale qui a eu lieu le 12 décembre 2019 et qui a été contestée en utilisant les limites des circonscriptions en place depuis 2010.
Aux termes de la Parliamentary Voting System and Constituencies Act 2011, la sixième révision était basée sur la réduction du nombre total de MPs de 650 à 600 et sur une exigence stricte de parité électorale selon laquelle l'électorat de toutes les circonscriptions devrait se situer dans une fourchette de 5% soit côté du quotient électoral.
Le 24 mars 2020, la ministre d'État au Cabinet Office, Chloe Smith, a publié une déclaration écrite au Parlement exposant la réflexion du gouvernement concernant les limites parlementaires. Par la suite, la loi de 2020 sur les circonscriptions parlementaires a été promulguée le 14 décembre. Cela a officiellement supprimé l'obligation de mettre en œuvre l'examen de 2018 et défini le cadre des futurs examens des limites. La loi prévoyait que le nombre de circonscriptions devait rester au niveau actuel de 650, au lieu d'être réduit à 600, tout en maintenant l'exigence selon laquelle l'électorat ne devait pas dépasser +/- 5 % du quotient électoral.
La loi précisait que le prochain examen devrait être achevé au plus tard le 1er juillet 2023 et la Commission des frontières a officiellement lancé l'examen de 2023 le 5 janvier 2021. La Commission a calculé que le nombre de sièges à attribuer à l'Écosse diminuera de 2, passant de 59 à 57. Cela comprend les circonscriptions protégées de Na h-Eileanan an Iar et Orkney and Shetland.
Dans le cadre des consultations publiques pour l'Examen périodique 2023 des circonscriptions de Westminster, la Commission de délimitation pour l'Écosse a proposé que les circonscriptions suivantes soient combattues lors des prochaines élections générales au Royaume-Uni. Après deux périodes de consultation publique, des propositions révisées ont été publiées le 8 novembre 2022. Les propositions finales seront publiées d'ici le 1er juillet 2023.
| - Aberdeen North - Aberdeen South - Aberdeenshire Central - Aberdeenshire North and Moray East - Airdrie - Argyll, Bute and South Lochaber - Ayr, Carrick and Cumnock - Bathgate and Linlithgow - Bearsden and Campsie Fells - Berwickshire, Roxburgh and Selkirk - Caithness, Sutherland and Easter Ross - Central Ayrshire - Clackmannanshire and Forth Valley - Coatbridge and Bellshill - Dumfries and Galloway - Dumfriesshire, Clydesdale and Tweeddale - Dundee East and Arbroath - Dundee West - Dunfermline and East Ochils - East Kilbride and Strathaven - East Lothian and Lammermuirs - East Renfrewshire - Edinburgh East - Edinburgh North and Leith - Edinburgh South - Edinburgh South West - Edinburgh West - Falkirk - Glasgow North | - Glasgow North East - Glasgow South - Glasgow South East - Glasgow South West - Glasgow West - Glenrothes - Hamilton and Clyde Valley - Inverclyde and Renfrewshire West - Inverness-shire and Wester Ross - Kilmarnock and Loudoun - Kilsyth Hills and Cumbernauld - Kirkcaldy and Cowdenbeath - Livingston - Midlothian - Motherwell and Clydesdale North - Na h-Eileanan an Iar - Nairn, Strathspey and Moray West - North Ayrshire and Arran - North East Fife - North Tayside - Orkney and Shetland - Paisley and Renfrewshire North - Paisley and Renfrewshire South - Perth and Loch Leven - Rutherglen - Stirling - West Aberdeenshire and Kincardine - West Dunbartonshire |